# Heby
Heby est le chef-lieu de la commune d'Heby dans le comté d'Uppsala, en Suède. Heby fut un important centre de production de brique, mais la production fut transférée dans le village voisin de Vittinge et est une des rares encore existantes dans le pays.